# Miss Angola 2003
Miss Angola 2003 foi a 5ª edição (visto que em 1998 não houve concurso) do tradicional e mais prestigiado concurso de beleza feminino de nível nacional da Angola. Dezoito candidatas, representando todas as províncias do País africano participaram da competição. O certame realizou-se na Feira Internacional de Luanda em 14 de Dezembro de 2002, visando eleger assim, a mais bela e capacitada candidata em busca do título de Miss Universo 2003. A atriz brasileira Taís Araújo e o jornalista Ladislau Silva apresentaram o espetáculo.

## Resultados

### Colocações
| Posição   | Província e Candidata       |
| Vencedora | - Luanda - Ana Sebastião    |
| 1ª. Dama  | - Huíla - Celma Antunes     |
| 2ª. Dama  | - Uíge - Francelina Vicente |

### Prêmios Especiais
- Foram distribuídos três prêmios este ano:[2]

| Posição          | Província e Candidata    |
| Miss Simpatia    | - Benguela - Magda Pinto |
| Miss Fotogenia   | - Moxico - Regina Jones  |
| Miss Melhor Pele | - Huambo - Edy Chivinda  |

## Candidatas
- Competiram este ano pelo título, as candidatas de:[3]

| Título              | -      | Candidata              | I  | A    |
| Miss Bengo          | Angola | Sónia Gambôa           | 18 | 1.71 |
| Miss Benguela       | Angola | Magda Pinto            | 19 | 1.75 |
| Miss Bié            | Angola | Angélica Caluolecongue | 18 | 1.70 |
| Miss Cabinda        | Angola | Beatriz António        | 20 | 1.73 |
| Miss Cuando-Cubango | Angola | Isabel Paixão          | 20 | 1.70 |
| Miss Cunene         | Angola | Edna Lafont            | 20 | 1.70 |
| Miss Huambo         | Angola | Edy Chivinda           | 19 | 1.72 |
| Miss Huíla          | Angola | Celma Antunes          | 17 | 1.70 |
| Miss Cuanza Norte   | Angola | Isabel Casimiro        | 19 | 1.71 |
| Miss Cuanza Sul     | Angola | Snira Mateus           | 19 | 1.71 |
| Miss Luanda         | Angola | Ana Sebastião          | 19 | 1.70 |
| Miss Lunda-Norte    | Angola | Mussachy Miranda       | 21 | 1.71 |
| Miss Lunda-Sul      | Angola | Zânia Manuela          | 17 | 1.70 |
| Miss Malange        | Angola | Massubo Cardoso        | 21 | 1.76 |
| Miss Moxico         | Angola | Regina Jones           | 20 | 1.70 |
| Miss Namibe         | Angola | Palmeira Rosário       | 21 | 1.72 |
| Miss Uíge           | Angola | Francelina Vicente     | 18 | 1.72 |
| Miss Zaire          | Angola | Eduarda Quingue        | 19 | 1.73 |